# 陈恩凤
陈恩凤（1910年12月20日—2008年6月7日），男，江苏句容人，中国土壤学家、农业教育家，曾任九三学社中央委员会常务委员。